# MGM Holdings
MGM Holdings, Inc. — холдинговая компания, которая также является материнской компанией Metro-Goldwyn-Mayer. Через эту холдинговую компанию, MGM финансирует собственные голливудские студии. Штаб-квартира находится в Беверли-Хиллз, Калифорния.
Компания была основана 11 февраля 2005 года компанией Sony Corporation, а уже 8 апреля 2005 года она выкупила MGM за 4,8 миллиардов долларов. До своего выхода из банкротства 20 декабря 2010 года, MGM принадлежала Providence Equity Partners (29 %), TPG Capital (прежде Texas Pacific Group) (21 %), Sony Corporation of America (20 %), Comcast (20 %), DLJ Merchant Banking Partners (7 %) и Quadrangle Group (3 %). Компания MGM Holdings владеет MGM Holdings II Inc., а та в свою очередь — Metro-Goldwyn-Mayer, которая, в свою очередь, прямо или косвенно владеет и контролирует целый ряд групп компаний.

## Группы компаний, которыми владеет и управляетMGM

### Производство фильмов/дистрибуция и домашние развлечения
- Metro-Goldwyn-Mayer Pictures Inc.
- United Artists Corporation
- Orion Pictures Corporation
- MGM Home Entertainment Distribution Corporation

### Телевидение
- MGM Television Entertainment Inc.
- MGM International Television Distribution
- MGM Networks Inc.
  - MGM Channel (MGM HD)
  - THIS Network LLC (Совместное предприятие с Weigel Broadcasting)
  - Epix (Совместное предприятие с Viacom & Lionsgate Entertainment)

### Прочая собственность
- Metro-Goldwyn-Mayer Animation Inc.
- Metro-Goldwyn-Mayer Music Inc.
- MGM On Stage
- MGM Consumer Products
- MGM Interactive